# イナメナス
イナメナス（アラビア語: إن أميناس、In Aménas、アイン・アミナース、インアメナス）は、アルジェリア東部にある都市または同名の自治体である。自治体はリビアとの国境を有する。イリジの北東240km、ハシメサウドの南東1500kmに位置する。

## 歴史
「イナメナス」はもとはトゥアレグ語で「山の頂」を意味する。
フランスのBRPと石油開発会社エルフ・アキテーヌ、オランダのロイヤル・ダッチ・シェルが設立した現地子会社によって1960年代に油田の開発がイナメナスで始められた。2006年にはアルジェリアの国有企業であるソナトラック社、イギリスのBP社、ノルウェーのエクイノール社が開発を引き継ぎ、都市部から 25km ほど離れたTigantourineで、アルジェリア最大の液化天然ガスプラントの開発が進められている。

### イナメナス人質事件
2013年1月16日には、天然ガスプラントで大規模な武力誘拐事件が発生した。

## 地理

### 気候
イナメナスの気候は亜熱帯砂漠気候に属し (ケッペンの気候区分における BWh)、暑い夏が長く続き、冬は日中は厳しくないが夜間は強く冷え込み、時折氷点下となる。
| イナメナスの気候                      | イナメナスの気候 | イナメナスの気候 | イナメナスの気候 | イナメナスの気候 | イナメナスの気候 | イナメナスの気候 | イナメナスの気候 | イナメナスの気候 | イナメナスの気候 | イナメナスの気候 | イナメナスの気候 | イナメナスの気候 | イナメナスの気候 |
| 月                                    | 1月              | 2月              | 3月              | 4月              | 5月              | 6月              | 7月              | 8月              | 9月              | 10月             | 11月             | 12月             | 年               |
| ------------------------------------- | ---------------- | ---------------- | ---------------- | ---------------- | ---------------- | ---------------- | ---------------- | ---------------- | ---------------- | ---------------- | ---------------- | ---------------- | ---------------- |
| 平均最高気温 °C （°F）                | 17.7 (63.9)      | 21.1 (70)        | 25.2 (77.4)      | 31.3 (88.3)      | 35.9 (96.6)      | 40.8 (105.4)     | 41 (106)         | 40 (104)         | 37.6 (99.7)      | 31.4 (88.5)      | 24.2 (75.6)      | 18.4 (65.1)      | 30.38 (86.71)    |
| 平均最低気温 °C （°F）                | 2.4 (36.3)       | 5 (41)           | 8.4 (47.1)       | 14.1 (57.4)      | 19.3 (66.7)      | 23.4 (74.1)      | 23.1 (73.6)      | 22.9 (73.2)      | 20.7 (69.3)      | 14.9 (58.8)      | 8.9 (48)         | 3.9 (39)         | 13.92 (57.04)    |
| 降水量 mm （inch）                    | 0 (0)            | 0 (0)            | 1 (0.04)         | 0 (0)            | 0 (0)            | 0 (0)            | 0 (0)            | 0 (0)            | 0 (0)            | 1 (0.04)         | 0 (0)            | 0 (0)            | 2 (0.08)         |
| 出典：Chinci, statistiques sur 20 ans |                  |                  |                  |                  |                  |                  |                  |                  |                  |                  |                  |                  |                  |

## 社会
自治体としてのイナメナスは以下の8つの区域に分けられている。
- Centre CIS (Central CIS、中心区域)
- Zone industrielle (industrial area、工業区域)
- Zarzaïtine
- Edjeleh
- El Adeb
- Larache
- Saut du Mouflon
- Ohanet

イナメナスの都市部には2つの人口の集中する区域があり、人口の多い方は単にイナメナス、2番目の方は Honet と呼ばれる。

イナメナスの人口は1998年には5286人、2008年には7385人、2013年には9225人と、急激ではないが増加の一途をたどっている。2008年時点での人口ピラミッドはほぼ三角形型で、男女ともにほぼ、高齢になるほど人口が少ない。
| 年齢        | 男性 % | 女性 % |
| ----------- | ------ | ------ |
| 80 歳以上   | 0.04   | 0.07   |
| 70 〜 79 歳 | 0.26   | 0.19   |
| 60 〜 69 歳 | 0.97   | 0.38   |
| 50 〜 59 歳 | 3.49   | 1.52   |
| 40 〜 49 歳 | 5.81   | 4.13   |
| 30 〜 39 歳 | 8.11   | 6.42   |
| 20 〜 29 歳 | 12.67  | 8.52   |
| 10 〜 19 歳 | 11.09  | 10.33  |
| 0 〜 9 歳   | 13.61  | 11.97  |
| nd          | 0.27   | 0.14   |

## 経済

北アフリカと地中海での主な天然ガス・パイプライン。Tigantourine は Wafa の近辺であり、灰色の Wafa と Hassi R'Mel を結ぶ線などでイナメナスからのパイプラインが示されている。

2010年現在で1日50,000バレル、年間900万立方メートルの天然ガスを産出する。約1000km北のやはり大きなガス田であるハッシ・ルメル、および800km北にあるチュニジアのガベス湾に面するスキラ (en) までパイプラインで輸送される。

## 交通
国道3号線が通じており、イナメナスの油井や他の生活、居住地域へ支線が伸びている。
市街地の東9kmのところにイナメナス国際空港があり、アルジェリア航空がアルジェ、ハシメサウド、オラン、ワルグラと、タッシリ航空がアドラール、エルゴレア、エル・ウェッド、インサラー、テベッサ、トゥーグラと結んでいる。